# Palmares do Sul
Pour les articles homonymes, voir Palmares.
Palmares do Sul est une ville brésilienne de la mésorégion métropolitaine de Porto Alegre, capitale de l'État du Rio Grande do Sul, faisant partie de la microrégion d'Osório et située à 78 km à l'est de Porto Alegre. Elle se situe à une latitude de 30° 15′ 31″ sud et à une longitude de 50° 30′ 38″ ouest, à 9 m d'altitude. Sa population était estimée à 11 423 en 2007, pour une superficie de 946 km2. Elle est située entre l'extrémité nord de la Lagoa dos Patos et l'Océan Atlantique sud. L'accès s'y fait par les RS-040 et RS-776.
Le nom de la commune vient du fait que les environs du lieu étaient couverts en abondance de butias, genre de palmiers de la famille des Arecaceae (palmar = "palmeraie").
Palmares do Sul a été créé pendant la période impériale du Brésil, comme district d'Osório, à l'époque appelée Vila da Conceição do Arroio. Entre 1920 et 1950 son importance grandît avec la mise en place d'un port sur les rives du rio Palmares et d'une voie ferrée jusqu'à Osório. Il s'est donc formé un important point multimodal d'où s'exportait le cuir et la laine. De nos jours, tout ceci ne fonctionne plus, et le transport se fait par la route. En 1930 la culture du riz fut introduite et se maintient jusqu'à aujourd'hui, faisant de la ville un des principaux producteurs de cette céréale dans l'État.
La municipalité possède quinze lagunes disponibles pour tous types de loisirs aquatiques, dont la pêche.

## Villes voisines
- Capivari do Sul
- Balneário Pinhal
- Mostardas